# Carl Sauer
Carl Ortwin Sauer (Warrenton, 24 dicembre 1889 – Berkeley, 18 luglio 1975) è stato un geografo statunitense.
Considerato uno dei padri fondatori della geografia culturale americana, Sauer è stato professore di geografia presso l'Università della California a Berkeley dal 1923 fino a diventare professore emerito nel 1957. Definito come "il decano della geografia storica americana", è stato determinante nello sviluppo della scuola di specializzazione di geografia a Berkeley. Una delle sue opere più note è Agricultural Origins and Dispersals (1952).

## Origini della famiglia
Gli antenati di Sauer, emigrati tedeschi, si stabilirono nel 1830 a Warrenton nello stato del Missouri; facevano parte di una setta pietistica tedesca, affiliata con i metodisti americani, nota come "German Methodists" ('metodisti tedeschi').
Il nonno di Sauer fu un ministro che si spostava spesso tra vari stati americani, tra i quali Missouri, Wisconsin, Illinois e Indiana. I figli dei metodisti tedeschi di Warrenton frequentavano solitamente il Central Wesleyan College dove infatti studiò e successivamente diventò insegnante di francese e musica lo stesso padre di Carl Sauer.

## Studi
Il giovane Carl Sauer frequentò la scuola per cinque anni nel Württemberg in Germania, paese originario della famiglia, per poi trasferirsi di nuovo negli Stati Uniti per proseguire gli studi presso il Central Wesleyan College, dove si diplomò nel 1908 poco prima di compiere 19 anni.
Al college conobbe anche Lorena Schowengert, con la quale iniziò una relazione sentimentale. Nonostante gli iniziali contrasti con il padre della donna, il quale, proprietario del più grande negozio di generi alimentari di Warrenton, ambiva a un marito più ricco per la figlia, i due si sposarono nel 1913 e successivamente ebbero due figli, Elizabeth Sauer e Johnatan Sauer. 

Sauer si iscrisse alla Northwestern University (Evanston) nell'indirizzo di geologia, passando poi a quello di geografia. Durante gli studi mostrò interesse nell’ambito del paesaggio naturale e delle attività culturali umane presenti e passate.

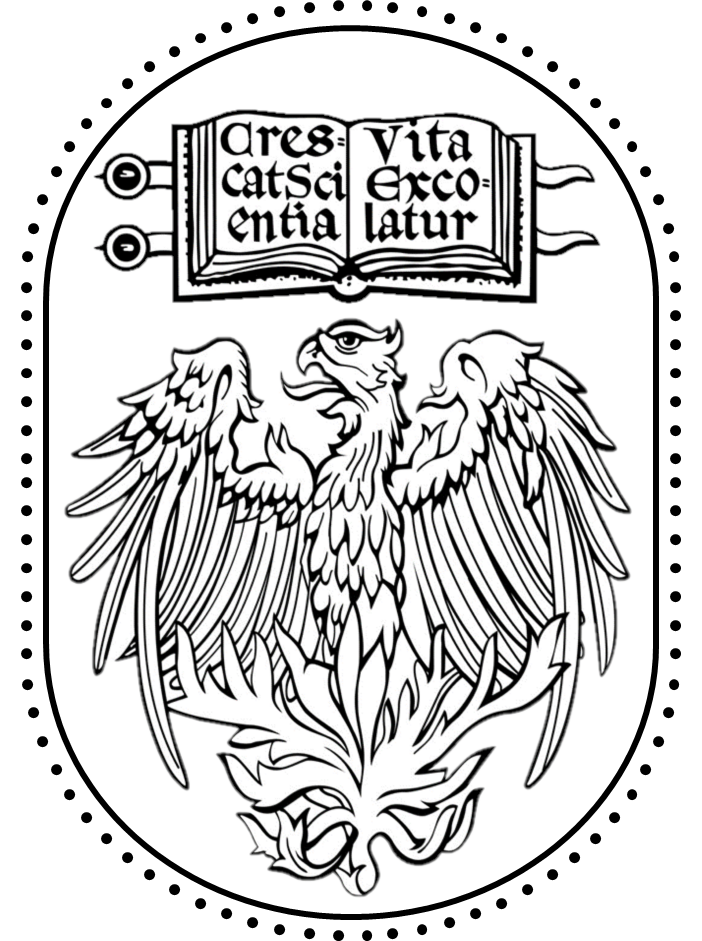
Stemma dell'Università di Chicago

Si trasferì poi all'Università di Chicago (uno dei migliori centri di studio dell’epoca), dove conobbe il professore e geologo Rollin D. Salisbury, del quale ammirò il lavoro di rinnovamento del corso di laurea in geografia e con il quale instaurò un rapporto di ammirazione e affetto che durò per tutta la vita.
Carl Sauer si laureò in geografia nel 1915. Dopo ricerche condotte in Missouri e Illinois, produsse una tesi sull'Altopiano d'Ozark in Missouri e sulla cultura della popolazione del luogo. La tesi, revisionata e pubblicata nel 1920, divenne un modello per la geografia culturale regionale.

## Carriera universitaria
La prima esperienza di insegnamento di Sauer fu un incarico temporaneo alla Normal School di Salem, nel Massachusetts. Successivamente ricevette una cattedra presso l'Università del Michigan nel Dipartimento di Geologia (poi trasformatosi in Dipartimento di Geologia e Geografia) dove rimase fino al 1923, anno in cui gli venne proposto da David Prescott Barrows, rettore dell’università californiana di Berkeley, di dirigere il Dipartimento di Geografia di Berkeley; con lui si trasferì John Leighly, promettente studente laureato a Michigan, che iniziò a lavorare in climatologia e cartografia. A loro si unì poi anche Richard Joel Russell, dottorando in geologia, che successivamente diventò assistente in geografia. 
È qui che Sauer diventò famoso, creando la cosiddetta “Berkeley School” (Scuola di Berkeley), che con le proprie ricerche empiriche in materia paesaggistica contribuì alla diffusione della geografia culturale.

Stemma dell'Università della California - Berkeley

## Carriera come geografo
Nel 1940 Carl Sauer presiedette l'Associazione dei Geografi Americani, e pronunciò il discorso di apertura del relativo Congresso tenutosi a Baton Rouge in Louisiana tra il 27 e il 31 dicembre. Nel suo intervento affrontò argomenti che vennero poi inseriti in una relazione pubblicata dalla stessa Associazione e intitolata Foreword to Historical Geography ('Introduzione alla geografia storica'). Nel testo, Sauer criticò l'abbandono da parte della comunità accademica degli studi di geografia storica e degli strumenti descrittivi della geografia fisica; l'intento era quello di alimentare una discussione sul ruolo ormai assunto dalla disciplina nelle diverse unità accademiche con la volontà di introdurre un nuovo indirizzo di studio.
Dopo il 1957, anno del pensionamento, Sauer approfittò della diminuzione degli impegni accademici e didattici per intensificare la propria attività di ricerca. Così gli ultimi venti anni della sua vita sono contraddistinti da un’elevata produzione scientifica, coerentemente con la sua convinzione che diventare un geografo è un’impresa che richiede un duro lavoro di studio che non può dirsi mai concluso.
Molti dei lavori di ricerca che Sauer svolse in questi anni furono possibili grazie agli appunti raccolti negli anni precedenti. Uno degli esempi più conosciuti è l'edizione ampliata di un’opera sull’origine e sulla diffusione dell’agricoltura, in cui Sauer fornì un contributo significativo per l’innovazione negli studi. Un altro importante progetto di questi anni comprendeva la pubblicazione di una serie di volumi di geografia storica del continente americano dal XV al XVII secolo. Questo disegno tuttavia non venne mai portato a termine: Sauer riuscì a pubblicare soltanto tre volumi (tra i quali è di particolare rilievo The Early Spanish Main, pubblicato nel 1966) a causa della morte sopraggiunta nel 1975.

## Pensiero
Fino al periodo della seconda guerra mondiale, la scuola di pensiero geografico dominante negli Stati Uniti era arretrata rispetto a quella europea, in particolar modo da quella tedesca, che già iniziava a basare i propri lavori riguardanti il paesaggio sul rapporto tra cultura e spazio. Infatti, all'insegna del rigore, la dottrina statunitense continuava a basare i propri studi sulla raccolta di dati e sulla cartografia. Carl Sauer invertì questa tendenza con la creazione della scuola di Berkeley, motivo per il quale viene considerato il fondatore della geografia culturale americana. 
È diventata molto importante la sua definizione di geografia culturale: 
(Carl Sauer (Vallega 2003, p. 21))

Nel pensiero di Sauer, la geografia deve completamente dedicarsi alla morfologia del paesaggio e limitarsi a ciò che è leggibile direttamente dalla superficie terrestre. Sauer incentra poi le proprie ricerche in geografia culturale su una questione che pone come centrale: l'impatto umano sul mondo animale e vegetale.

Come i geografi europei dell'epoca, Sauer vede la cultura come l'insieme degli strumenti e delle capacità che permettono all'uomo di intervenire sul mondo esterno; tuttavia aggiunge a questa tendenza anche che la cultura è formata da complessi viventi che hanno permesso all'uomo di mobilitarsi per rendere meno ostile e più favorevole l'ambiente naturale, non esonerandolo però dal rischio di catastrofi ecologiche.
Sauer nel 1941 durante una conferenza, definì in questo modo l'area coperta dalla "cultural geography": 

(Carl Sauer)
L'intento di Sauer era dunque quello di ricondurre all'interno del campo di studio della geografia culturale anche storia e cultura. Egli riuscì a elaborare un metodo che fu un primo approccio storico alle mutazioni ambientali. Tale analisi conteneva sicuramente una forte spinta innovativa: i dibattiti scientifici sul tema dell'inquinamento divennero frequenti solo dopo la metà del Novecento, mentre Sauer già ne discuteva a partire dagli anni trenta.
Difatti la sua scuola di Berkeley trattava già in questi anni tematiche simili agli attuali orientamenti in materia ecologica. In particolar modo due erano le questioni di punta:
1. Come le società industrializzate distruggono il mondo vegetale e animale dove si sono sviluppate;
2. Come le società industrializzate si circondano di specie animali e/o vegetali non autoctone.

La conoscenza con l'antropologo Kroeber segnò un punto di svolta nel percorso accademico di Sauer che si avvicinò così alla realtà del sudest degli Stati Uniti e iniziò a dedicare una serie di ricerche agli indiani della zona. Inoltre in questo periodo, nutrì altri interessi anche per le popolazioni pre-colombiane e popolazioni pre-coloniali del Messico, arrivando così a trattarne nei suoi ultimi lavori.

## Premi e riconoscimenti
Sauer ha ricevuto durante la sua carriera numerosi riconoscimenti importanti oltre a quattro dottorati onorari.Ha fondato ed è stato editore anche di Iberoamericana, una casa editrice che si occupa in particolar modo di pubblicazioni accademiche nel campo delle scienze umane nelle zone latino-americane.

### Premi
- John Simon Guggenheim Memorial Fellow, 1931.
- Charles P. Daly Medal, American Geographical Society, 1940.
- Vega Medal,  Svenska Sällskapet för Antropologi och Geografi ('Società svedese di antropologia e geografia'), aprile 1957.
- Alexander von Humboldt Medal, Gesellschaft für Erdkunde zu Berlin ('Società geografica di Berlino'), maggio 1959.
- Victoria Medal, Royal Geographical Society, Londra 1975.

### Dottorati onorari
- Università di Heidelberg, 1956.
- Università di Syracuse, giugno 1958.
- Università di California, Berkeley, 21 marzo 1960.
- Università di Glasgow, luglio 1965.

È stato anche membro onorario di diverse società geografiche e accademie:
- Royal Scottish Geographical Society (RSGS) ('Reale società geografica scozzese')
- Koninklijk Nederlandsch Aardrijkskundig Genootschap (KNAG) ('Reale società geografica olandese')
- Società geografica finlandese
- Academia Nacional de Ciencias Antonio Alzate, Messico

## Pubblicazioni
Sauer pubblicò un totale di 21 libri e intervenne con molti articoli sia in ambito accademico sia giornalistico, fino a sfiorare la soglia di 100 pezzi scritti.
- Geography of the Upper Illinois Valley and History of Development, Illinois Geological Survey Bulletin, 1916,  p. 148.
- Starved Rock State Park and its Environs, The Geographic Society of Chicago, 1918,  p. 148.
- The Geography of the Ozark Highland of Missouri, The Geographic Society of Chicago, 1920,  pp. 245.
- The Morphology of Landscape, University of California Publications in Geography, 1925.
- Geography of the Pennyroyal, vol. 25, Kentucky Geological Survey, 1927,  pp. 303.
- An Introduction to Geography, Edwards Brothers, 1929.
- Basin and Range Forms in the Chiricahua Area, University of California Publications in Geography, 1930.
- Pueblo Sites in Southeastern Arizona, University of California Publications in Geography, 1930.
- Prehistoric Settlements of Sonora, With Special Reference to Cerros de Trincheras, University of California Publications in Geography, 1931.
- Azlatan: Prehistoric Mexican Frontier on the Pacific Coast, Ibero-Americana, 1932,  p. 92.
- The Road to Cibola, Ibero-Americana, 1934,  p. 58.
- The Distribuction of Aboriginal Tribes and Languages in Northwestern Mexico, Ibero-Americana, 1934,  p. 94.
- Aboriginal Popolation of Northwestern Mexico, Ibero-Americana, 1935,  p. 33.
- Man in Nature: America Before the Days of the White Man, Berkeley, Turtle Island Press, 1975  [1939],  p. 273.
- Colima of New Spain in the 16th Century, Ibero-Americana, 1948,  p. 104.
- Agricultural Origins and Dispersals. Bowman Memorial Lectures, New York, American Geographical Society, 1952,  pp. 110.
- John Leighly (a cura di), Land and Life: A Selection from the Writings of Carl Ortwin Sauer, University of California Publications in Geography, 1963,  pp. 435.
- The Early Spanish Main, University of California Press, 1966,  p. 360.
- Northern Mists, University of California Press, 1966,  p. 306.
- Sixteen Century North America: The Land and People as Seen by Europeans, University of California Press, 1971,  p. 320.
- Seventeenth Century North America, Berkeley, Turtle Island Press, 1980,  pp. 295.
- Selected Essays 1763-1975, Berkeley, Turtle Island Press, 1981,  p. 391.